# Кіллерні-Тартл-Маунтін
Кіллерні-Тартл-Маунтін (англ. Killarney - Turtle Mountain) — сільський муніципалітет в Канаді, у провінції Манітоба.

## Населення
За даними перепису 2016 року, сільський муніципалітет нараховував 3429 осіб, показавши зростання на 6,1%, порівняно з 2011-м роком. Середня густина населення становила 3,7 осіб/км².
З офіційних мов обидвома одночасно володіли 60 жителів, тільки англійською — 3 280, а 5 — жодною з них. Усього 465 осіб вважали рідною мовою не одну з офіційних.
Працездатне населення становило 62,4% усього населення, рівень безробіття — 4,7% (1,8% серед чоловіків та 7,8% серед жінок). 79,9% осіб були найманими працівниками, а 19,5% — самозайнятими.
Середній дохід на особу становив $40 620 (медіана $32 977), при цьому для чоловіків — $48 300, а для жінок $33 401 (медіани — $41 293 та $26 896 відповідно).
27,2% мешканців мали закінчену шкільну освіту, не мали закінченої шкільної освіти — 24,5%, 48,1% мали післяшкільну освіту, з яких 26,8% мали диплом бакалавра, або вищий.
| Статево-вікова структура населення | Статево-вікова структура населення | Статево-вікова структура населення | Статево-вікова структура населення | Статево-вікова структура населення |
| ---------------------------------- | ---------------------------------- | ---------------------------------- | ---------------------------------- | ---------------------------------- |
|                                    |                                    |                                    |                                    |                                    |
| Всього                             | Всього                             | 48,9%51,1%                         |                                    |                                    |
| 0 — 14 років                       | 0 — 14 років                       |                                    | 18,4%                              | 18,4%                              |
| 15 — 64 років                      | 15 — 64 років                      |                                    | 57,1%                              | 57,1%                              |
| 65 і більше                        | 65 і більше                        |                                    | 24,5%                              | 24,5%                              |
| 85 і більше                        | 85 і більше                        |                                    | 4,5%                               | 4,5%                               |
| 100 і більше                       | 100 і більше                       |                                    | 0,1%                               | 0,1%                               |
| Середній вік (років)               | Середній вік (років)               | 43,145,4                           | 44,3                               | 44,3                               |
| Медіана (років)                    | Медіана (років)                    | 44,647,2                           | 45,8                               | 45,8                               |
| — чоловіки — жінки                 |                                    |                                    |                                    |                                    |

| Походження мешканців:     | Походження мешканців:     | Походження мешканців: | Походження мешканців: | Походження мешканців: |
| ------------------------- | ------------------------- | --------------------- | --------------------- | --------------------- |
| Походження                |                           |                       | осіб                  | %                     |
| Корінні американці        | Корінні американці        |                       | 130                   | 4.1%                  |
| Інше північноамериканське | Інше північноамериканське |                       | 885                   | 27.92%                |
| Європейське               | Європейське               |                       | 2 645                 | 83.44%                |
| британське                | британське                |                       | 1 820                 | 57.41%                |
| французьке                | французьке                |                       | 230                   | 7.26%                 |
| українське                | українське                |                       | 280                   | 8.83%                 |
| Карибське                 | Карибське                 |                       | 10                    | 0.32%                 |
| Азійське                  | Азійське                  |                       | 80                    | 2.52%                 |
| Океанійське               | Океанійське               |                       | 20                    | 0.63%                 |

| Зайнятість населення за галузями (за класифікацією NOC): | Зайнятість населення за галузями (за класифікацією NOC): | Зайнятість населення за галузями (за класифікацією NOC): | Зайнятість населення за галузями (за класифікацією NOC): | Зайнятість населення за галузями (за класифікацією NOC): |
| -------------------------------------------------------- | -------------------------------------------------------- | -------------------------------------------------------- | -------------------------------------------------------- | -------------------------------------------------------- |
|                                                          |                                                          |                                                          |                                                          |                                                          |
| Управління                                               | Управління                                               |                                                          | 16,5%                                                    | 16,5%                                                    |
| Бізнес, фінанси та адміністрування                       | Бізнес, фінанси та адміністрування                       |                                                          | 10,1%                                                    | 10,1%                                                    |
| Природничі та прикладні науки                            | Природничі та прикладні науки                            |                                                          | 1,9%                                                     | 1,9%                                                     |
| Охорона здоров'я                                         | Охорона здоров'я                                         |                                                          | 7,6%                                                     | 7,6%                                                     |
| Освіта, правозахист, муніципальні та урядові служби      | Освіта, правозахист, муніципальні та урядові служби      |                                                          | 15,2%                                                    | 15,2%                                                    |
| Роздрібна торгівля та послуги                            | Роздрібна торгівля та послуги                            |                                                          | 22,5%                                                    | 22,5%                                                    |
| Гуртова торгівля, транспорт та обладнання                | Гуртова торгівля, транспорт та обладнання                |                                                          | 15,5%                                                    | 15,5%                                                    |
| Природні ресурси, сільське господарство                  | Природні ресурси, сільське господарство                  |                                                          | 8,5%                                                     | 8,5%                                                     |
| Виробництво                                              | Виробництво                                              |                                                          | 1,6%                                                     | 1,6%                                                     |

## Клімат
Середня річна температура становить 2,8°C, середня максимальна – 23,6°C, а середня мінімальна – -23,2°C. Середня річна кількість опадів – 521 мм.
| Клімат поселення                              | Клімат поселення | Клімат поселення | Клімат поселення | Клімат поселення | Клімат поселення | Клімат поселення | Клімат поселення | Клімат поселення | Клімат поселення | Клімат поселення | Клімат поселення | Клімат поселення | Клімат поселення |
| Показник                                      | Січ.             | Лют.             | Бер.             | Квіт.            | Трав.            | Черв.            | Лип.             | Серп.            | Вер.             | Жовт.            | Лист.            | Груд.            |                  |
| Середній максимум, °C                         | −10,42           | −6,25            | 0,15             | 9,80             | 17,85            | 22,87            | 23,64            | 23,01            | 17,58            | 10,51            | 0,42             | −7,9             |                  |
| Середня температура, °C                       | −16,8            | −12,63           | −6,2             | 3,42             | 11,46            | 16,47            | 18,77            | 18,16            | 12,72            | 5,65             | −4,4             | −12,8            |                  |
| Середній мінімум, °C                          | −23,2            | −19,02           | −12,62           | −2,98            | 5,08             | 10,09            | 13,93            | 13,30            | 7,89             | 0,80             | −9,29            | −17,6            |                  |
| Норма опадів, мм                              | 20               | 17               | 25               | 28               | 64               | 90               | 75               | 69               | 46               | 41               | 25               | 21               |                  |
| Середньомісячна швидкість вітру, м/с          | 4.48             | 4.40             | 4.52             | 4.70             | 4.88             | 4.30             | 3.65             | 3.80             | 4.20             | 4.60             | 4.50             | 4.40             |                  |
| Середньомісячна сонячна радіація, кДж/м²·день | 4281             | 7580             | 12638            | 17070            | 20015            | 21397            | 22094            | 18895            | 13279            | 8098             | 4439             | 3349             |                  |
| --------------------------------------------- | ---------------- | ---------------- | ---------------- | ---------------- | ---------------- | ---------------- | ---------------- | ---------------- | ---------------- | ---------------- | ---------------- | ---------------- | ---------------- |
| Джерело:                                      |                  |                  |                  |                  |                  |                  |                  |                  |                  |                  |                  |                  |                  |